# Potenz (Geometrie)

Geometrische Bedeutung der Potenz

Der Begriff Potenz bezeichnet in der Geometrie ein spezielles, von Jakob Steiner 1826 eingeführtes Maß  dafür, wie weit außerhalb oder innerhalb eines Kreises sich ein Punkt befindet. Die Potenz eines Punktes {\displaystyle P} bezüglich eines Kreises {\displaystyle k} mit Mittelpunkt {\displaystyle M} und Radius {\displaystyle r} ist die reelle Zahl
{\displaystyle \Pi (P)=|PM|^{2}-r^{2}.}
Falls {\displaystyle P} außerhalb des Kreises liegt, ist {\displaystyle \Pi (P)>0} und gleich dem Quadrat der tangentialen Distanz {\displaystyle |PT|} von {\displaystyle P} zum Kreis {\displaystyle k} (siehe Bild). Dies folgt aus dem Satz des Pythagoras.

Falls {\displaystyle P} auf dem Kreis liegt, ist {\displaystyle \Pi (P)=0}.

Falls {\displaystyle P} innerhalb des Kreises liegt, ist {\displaystyle \Pi (P)<0}.
Steiner benutzte die Potenz eines Kreises, um zahlreiche Aussagen über Kreise und Kugeln zu beweisen. Z. B.:
- Bestimmung eines Kreises, der vier vorgegebene Kreise unter dem gleichen Winkel schneidet[2].
- Lösung des Apollonischen Problems
- Konstruktion der Malfatti-Kreise[3]: Bestimme zu einem Dreieck drei Kreise, die sich gegenseitig berühren und jeweils zwei Seiten berühren.
- Sphärische Version des Malfatti Problems[4]: Bestimme zu einem sphärischen Dreieck drei Kreise, die sich gegenseitig berühren und jeweils zwei Seiten des Dreiecks berühren.
- Auf einer Quadrik[5]: Bestimme zu drei ebenen Kurven auf einer Quadrik drei weitere ebene Kurven, die sich gegenseitig berühren und jeweils zwei der gegebenen Kurven berühren.

Als wesentliches Hilfsmittel verwendet Steiner Ähnlichkeitspunkte und die gemeinschaftliche Potenz zweier Kreise.
Der Begriff Potenz bezüglich eines Kreises lässt sich auf den Raum als Potenz einer Kugel übertragen.

## Geometrische Bedeutung
Außer den im ersten Bild mit Hilfe des Satzes von Pythagoras erkennbaren geometrischen Bedeutungen der Potenz, gibt es weitere Eigenschaften:

### Orthogonalkreis

Orthogonalkreis (grün)

Sekantensatz, Sehnensatz

Zu einem Punkt {\displaystyle P} außerhalb des Kreises {\displaystyle k} gibt es zwei Berührpunkte {\displaystyle T_{1},T_{2}} auf dem Kreis {\displaystyle k} (siehe Bild), die gleich weit von {\displaystyle P} entfernt sind. Der Kreis mit {\displaystyle P} als Mittelpunkt durch {\displaystyle T_{1}} geht also auch durch {\displaystyle T_{2}} und schneidet den Kreis {\displaystyle k} senkrecht. Dies liefert eine weitere geometrische Bedeutung der Potenz:
- Der Kreis mit Mittelpunkt {\displaystyle P} und Radius {\displaystyle {\sqrt {\Pi (P)}}} schneidet den Kreis {\displaystyle k} senkrecht.

Schnittwinkel zweier Kreise

Falls der Radius {\displaystyle \rho } des Kreises um {\displaystyle P} ungleich  {\displaystyle {\sqrt {\Pi (P)}}} ist, erhält man den Schnittwinkel {\displaystyle \varphi } der beiden Kreise mit Hilfe des Kosinussatzes (siehe Bild):
{\displaystyle \rho ^{2}+r^{2}-2\rho r\cos \varphi =|PM|^{2}}
{\displaystyle \Rightarrow \cos \varphi ={\frac {\rho ^{2}+r^{2}-|PM|^{2}}{2\rho r}}={\frac {\rho ^{2}-\Pi (P)}{2\rho r}}}
({\displaystyle PS_{1}} und {\displaystyle MS_{1}} sind Normalen zu den Kreistangenten.)
Liegt {\displaystyle P} in dem blauen Kreis, ist {\displaystyle \Pi (P)<0} und damit {\displaystyle \varphi } immer ungleich {\displaystyle 90^{\circ }}.
Falls der Winkel {\displaystyle \varphi } vorgegeben wird, erhält man den Radius {\displaystyle \rho } aus der quadratischen Gleichung
{\displaystyle \rho ^{2}-2\rho r\cos \varphi -\Pi (P)=0}.

### Sekantensatz, Sehnensatz
Im Sekantensatz und Sehnensatz spielt die Potenz eines Punktes die Rolle einer Invarianten:
- Sekantensatz: Liegt der Punkt {\displaystyle P} außerhalb des Kreises und sind {\displaystyle S_{1}} und {\displaystyle S_{2}} die Schnittpunkte einer beliebigen Geraden {\displaystyle g} durch {\displaystyle P} mit dem Kreis, so ist  {\displaystyle |PS_{1}|\cdot |PS_{2}|=\Pi (P)}, also unabhängig von der Gerade {\displaystyle g}. Diese Aussage ist auch dann noch richtig, wenn {\displaystyle S_{1}} und {\displaystyle S_{2}} zusammenfallen (Sekanten-Tangenten-Satz).
- Sehnensatz: Sind {\displaystyle S_{1}} und {\displaystyle S_{2}} die Schnittpunkte einer beliebigen Geraden {\displaystyle g} durch {\displaystyle P} mit dem Kreis, so ist {\displaystyle |PS_{1}|\cdot |PS_{2}|=-\Pi (P)}.

### Potenzgerade
Betrachtet man zu zwei vorgegebenen Kreisen (Mittelpunkte {\displaystyle M_{1},M_{2}} und Radien {\displaystyle r_{1},r_{2}}), einen Punkt {\displaystyle P}, so hat dieser die Potenz {\displaystyle \Pi _{1}(P)} bezgl. des ersten Kreises und die Potenz {\displaystyle \Pi _{2}(P)} bezgl. des zweiten Kreises. Bestimmt man die Gesamtheit aller Punkte, die bezgl. beider Kreise dieselbe Potenz besitzen, es ist also {\displaystyle \Pi _{1}(P)=\Pi _{2}(P)}, so erhält man eine Gerade, die Potenzgerade der beiden Kreise.

## Sekantensatz, Sehnensatz: einheitlicher Beweis
Bei den Sätzen Sekantensatz, Sekanten-Tangenten-Satz und Sehnensatz spielt die Potenz eines Punktes als Invariante eine wesentliche Rolle. Diese Sätze lassen sich mit Hilfe von ähnlichen Dreiecken und dem Kreiswinkelsatz koordinatenfrei beweisen.

Sekanten-/Sehnen - Satz: Beweis

Der folgende einfache Beweis verwendet Vektorrechnung:
Es sei {\displaystyle P:{\vec {p}}} ein Punkt, {\displaystyle k:{\vec {x}}^{2}-r^{2}=0} ein Kreis mit dem Ursprung als Mittelpunkt und {\displaystyle {\vec {v}}} ein beliebiger Einheitsvektor. Die Parameter {\displaystyle t_{1},t_{2}} möglicher Schnittpunkte der Gerade {\displaystyle g:{\vec {x}}={\vec {p}}+t{\vec {v}}} (durch {\displaystyle P}) und dem Kreis {\displaystyle k} können durch Einsetzen der Parameterdarstellung von {\displaystyle g} in die Kreisgleichung bestimmt werden:
{\displaystyle ({\vec {p}}+t{\vec {v}})^{2}-r^{2}=0\quad \rightarrow \quad t^{2}+2t\;{\vec {p}}\cdot {\vec {v}}+{\vec {p}}^{2}-r^{2}=0\ .}
Aus dem Satz von Vieta ergibt sich:
{\displaystyle t_{1}\cdot t_{2}={\vec {p}}^{2}-r^{2}=\Pi (P)\ } (unabhängig von {\displaystyle {\vec {v}}} !)
{\displaystyle \Pi (P)} ist die Potenz von {\displaystyle P} bezüglich des Kreises {\displaystyle k}.
Wegen {\displaystyle |{\vec {v}}|=1} ergibt sich für die Punkte {\displaystyle S_{1},S_{2}}:
{\displaystyle |PS_{1}|\cdot |PS_{2}|=t_{1}t_{2}=\Pi (P)\ }, falls {\displaystyle P} außerhalb des Kreises ist,
{\displaystyle |PS_{1}|\cdot |PS_{2}|=-t_{1}t_{2}=-\Pi (P)\ }, falls {\displaystyle P} in dem Kreis liegt ({\displaystyle t_{1},t_{2}} haben verschiedene Vorzeichen !).
Falls {\displaystyle t_{1}=t_{2}} ist, ist {\displaystyle g} eine Tangente und {\displaystyle \Pi (P)} das Quadrat der tangentialen Distanz des Punktes {\displaystyle P} zu dem Kreis  {\displaystyle k}.

## Ähnlichkeitspunkte, gemeinschaftliche Potenz zweier Kreise

### Ähnlichkeitspunkte
Ein wesentliches Werkzeug Steiners bei seinen Untersuchungen sind die Ähnlichkeitspunkte zweier Kreise.
Es seien
{\displaystyle \ k_{1}:({\vec {x}}-{\vec {m}}_{1})-r_{1}^{2}=0,\quad k_{2}:({\vec {x}}-{\vec {m}}_{2})-r_{2}^{2}=0\ } zwei Kreise.
Eine zentrische Streckung (Ähnlichkeitsabbildung) {\displaystyle \sigma }, die {\displaystyle k_{1}} auf {\displaystyle k_{2}} abbildet, muss den Radius {\displaystyle r_{1}} auf {\displaystyle r_{2}} strecken (stauchen) und hat ihr Zentrum {\displaystyle Z:{\vec {z}}} auf der Gerade {\displaystyle {\overline {M_{1}M_{2}}}} ({\displaystyle \sigma (M_{1})=M_{2}}). Liegt das Zentrum zwischen {\displaystyle M_{1},M_{2}} ist der Streckfaktor {\displaystyle s=-{\tfrac {r_{2}}{r_{1}}}}. Im anderen Fall ist {\displaystyle s={\tfrac {r_{2}}{r_{1}}}}. In jedem Fall ist:
{\displaystyle \sigma ({\vec {m}}_{1})={\vec {z}}+s({\vec {m}}_{1}-{\vec {z}})={\vec {m}}_{2}}.
setzt man {\displaystyle s=\pm {\tfrac {r_{2}}{r_{1}}}} ein und löst nach {\displaystyle {\vec {z}}} auf erhält man:
{\displaystyle {\vec {z}}={\frac {r_{1}{\vec {m}}_{2}\mp r_{2}{\vec {m}}_{1}}{r_{1}\mp r_{2}}}}.
Den Punkt
{\displaystyle E:{\vec {e}}={\frac {r_{1}{\vec {m}}_{2}-r_{2}{\vec {m}}_{1}}{r_{1}-r_{2}}}}

Ähnlichkeitspunkte zweier Kreise: verschiedene Lagen

nennt man äußeren Ähnlichkeitspunkt und
{\displaystyle I:{\vec {i}}={\frac {r_{1}{\vec {m}}_{2}+r_{2}{\vec {m}}_{1}}{r_{1}+r_{2}}}}
inneren Ähnlichkeitspunkt.
(Um nachzuweisen, dass die Streckung an {\displaystyle E} mit dem Faktor {\displaystyle {\tfrac {r_{2}}{r_{1}}}} den Kreis {\displaystyle k_{1}} auf den Kreis {\displaystyle k_{2}} abbildet, darf man annehmen, dass {\displaystyle E} der Ursprung ist. Analog für die Streckung an {\displaystyle I}.)
Im Fall {\displaystyle M_{1}=M_{2}} ist {\displaystyle E=I=M_{i}}.

Im Fall {\displaystyle r_{1}=r_{2}} ist {\displaystyle E} der Fernpunkt der Gerade {\displaystyle {\overline {M_{1}M_{2}}}} und {\displaystyle I} der Mittelpunkt von {\displaystyle M_{1},M_{2}}.

Im Fall {\displaystyle r_{1}=|EM_{1}|} berühren sich die Kreise in {\displaystyle E} innerlich (beide Kreise auf einer Seite der gemeinsamen Tangente).

Im Fall {\displaystyle r_{1}=|IM_{1}|} berühren sich die Kreise in {\displaystyle I} äußerlich (beide Kreise auf verschiedenen Seiten der gemeinsamen Tangente).
Ferner gilt:
- Liegen die zwei Kreise getrennt (die Kreisflächen haben keine Punkte gemeinsam), so gehen von den vier gemeinsamen Tangenten die äußeren durch {\displaystyle E} und die inneren durch {\displaystyle I}.
- Liegt ein Kreis in dem anderen, so liegen {\displaystyle A,I} innerhalb beider Kreise.
- Die Punktepaare {\displaystyle M_{1},M_{2};E,I} liegen harmonisch: Sie haben das Doppelverhältnis {\displaystyle (M_{1},M_{2};E,I)=-1}.

Der Satz von Monge zeigt, dass die äußeren Ähnlichkeitspunkte von drei getrennt liegenden Kreisen auf einer Gerade liegen.

### Gemeinschaftliche Potenz zweier Kreise

Ähnlichkeitspunkte zweier Kreise

Sind {\displaystyle k_{1},k_{2}} zwei Kreise, {\displaystyle E} ihr äußerlicher Ähnlichkeitspunkt
und {\displaystyle g} eine Gerade durch {\displaystyle E}, die die beiden Kreise in Punkten {\displaystyle G_{1},H_{1},G_{2},H_{2}} schneiden, so folgt aus der Eigenschaft von {\displaystyle E}
{\displaystyle {\frac {|EG_{1}|}{|EG_{2}|}}={\frac {r_{1}}{r_{2}}}={\frac {|EH_{1}|}{|EH_{2}|}}\ }
{\displaystyle \rightarrow \ |EG_{1}|\cdot |EH_{2}|=|EH_{1}|\cdot |EG_{2}|\ }
und aus dem Sekantensatz (siehe oben)
{\displaystyle |EG_{1}|\cdot |EH_{1}|=\Pi _{1}(E),\quad |EG_{2}|\cdot |EH_{2}|=\Pi _{2}(E).}
Aus den drei Gleichungen folgt:
{\displaystyle \Pi _{1}(E)\cdot \Pi _{2}(E)=|EG_{1}|\cdot |EH_{1}|\cdot |EG_{2}|\cdot |EH_{2}|}
{\displaystyle \qquad \qquad \qquad \ =|EG_{1}|^{2}\cdot |EH_{2}|^{2}=|EG_{2}|^{2}\cdot |EH_{1}|^{2}\ .}
Also gilt:
- {\displaystyle |EG_{1}|\cdot |EH_{2}|=|EG_{2}|\cdot |EH_{1}|={\sqrt {\Pi _{1}(E)\cdot \Pi _{2}(E)}}\ } (unabhängig von {\displaystyle g} !).

Das analoge Resultat erhält man für eine Sekante durch den inneren Ähnlichkeitspunkt {\displaystyle I}.
Die Invarianten {\displaystyle \ {\sqrt {\Pi _{1}(E)\cdot \Pi _{2}(E)}},\ {\sqrt {\Pi _{1}(I)\cdot \Pi _{2}(I)}}\ } nennt Steiner gemeinschaftliche Potenz der beiden Kreise bezüglich ihrer Ähnlichkeitspunkte.
Jedes der Punktepaare {\displaystyle G_{1},H_{2}} und {\displaystyle H_{1},G_{2}} nennt man antihomolog. Die Paare {\displaystyle G_{1},G_{2}} und {\displaystyle H_{1},H_{2}} heißen homolog; sie sind Urbild-Bildpaare bezüglich der Ähnlichkeitsabbildung (Homologie).

### Anwendung: Bestimmung der Berührkreise zweier Kreise

Gemeinschaftliche Potenz zweier Kreise: Anwendung

Berührkreise zu zwei Kreise

Legt man durch {\displaystyle E} eine  zweite Sekante (siehe Bild) gilt:
{\displaystyle |EH_{1}|\cdot |EG_{2}|=|EH'_{1}|\cdot |EG'_{2}|}
Mit dem Sekantensatz erkennt man:
Die Punkte {\displaystyle H_{1},G_{2},H'_{1},G'_{2}} liegen auf einem Kreis.
Analog ergibt sich:
Die Punkte {\displaystyle G_{1},H_{2},G'_{1},H'_{2}} liegen auf einem Kreis.
Da sich die Potenzgeraden dreier Kreise in einem Punkt schneiden (siehe: Artikel Potenzgerade) gilt:
Die Sekanten {\displaystyle {\overline {H_{1}H'_{1}}},\;{\overline {G_{2}G'_{2}}}} schneiden sich auf der Potenzgerade der gegebenen Kreise.
Lässt man nun die untere blaue Sekante (siehe Bild) gegen die obere laufen, geht der rote Kreis in einen Kreis über, der die beiden gegebenen Kreise berührt. Der Mittelpunkt des Berührkreises ist der Schnittpunkt der Geraden {\displaystyle {\overline {M_{1}H_{1}}},{\overline {M_{2}G_{2}}}}. Die Sekanten {\displaystyle {\overline {H_{1}H'_{1}}},{\overline {G_{2}G'_{2}}}} gehen in die Tangenten in den Berührpunkten {\displaystyle H_{1},G_{2}} über. Die Tangenten schneiden sich auf der Potenzgerade {\displaystyle p} (im Bild gelb).
Entsprechende Überlegungen führen zu dem zweiten Berührkreis durch die  Punkte {\displaystyle G_{1},H_{2}} (siehe Bild).
Durch Variation der Sekante {\displaystyle g} erhält man alle Berührkreise zu den gegebenen Kreisen.

Berührkreise zweier Kreise

Lage der Mittelpunkte
Ist {\displaystyle X} der Mittelpunkt und {\displaystyle \rho } der Radius des Berührkreises durch {\displaystyle H_{1},G_{2}} so gilt:
{\displaystyle \rho =|XM_{1}|-r_{1}=|XM_{2}|-r_{2}}
{\displaystyle \Rightarrow \ |XM_{2}|-|XM_{1}|=r_{2}-r_{1}.}
Die Mittelpunkte liegen also auf einer Hyperbel mit den
Brennpunkten {\displaystyle M_{1},M_{2}},
dem Abstand der Scheitel {\displaystyle 2a=r_{2}-r_{1}},
dem Mittelpunkt von {\displaystyle M_{1},M_{2}} als Mittelpunkt {\displaystyle M},
der linearen Exzentrizität {\displaystyle e={\tfrac {|M_{1}M_{2}|}{2}}} und
{\displaystyle \ b^{2}=e^{2}-a^{2}={\tfrac {|M_{1}M_{2}|^{2}-(r_{2}-r_{1})^{2}}{4}}}.
Überlegungen für die Mittelpunkte der Kreise, die die gegebenen Kreise umhüllen, liefern ein analoges Resultat:
Ist {\displaystyle X} der Mittelpunkt und {\displaystyle \rho } der Radius des Berührkreises durch {\displaystyle G_{1},H_{2}} so gilt:
{\displaystyle \rho =|XM_{1}|+r_{1}=|XM_{2}|+r_{2}}
{\displaystyle \Rightarrow \ |XM_{2}|-|XM_{1}|=-(r_{2}-r_{1}).}
Die Mittelpunkte liegen auf derselben Hyperbel wie vorher. Allerdings auf dem rechten Ast.
Siehe hierzu auch den Artikel apollonisches Problem: Lösungsmethoden.

## Potenz bezüglich einer Kugel

Zum Sekantensatz für eine Kugel

Das Konzept der Potenz eines Punktes bezüglich eines Kreises lässt sich auf Kugeln im Raum übertragen. Auch die Sekanten/Sehnen-Sätze haben im Raum ihre Gültigkeit. Der Beweis für den Kreisfall kann wörtlich auf den Kugelfall übertragen werden. Analog zur Potenzgerade zweier Kreise gibt es im Raum eine Potenzebene zu zwei Kugeln. Zu drei Kugeln gibt es eine dem Radikal dreier Kreise entsprechende Potenzgerade.